# Svay Pak
Svay Pak es una comuna (khum) del distrito de Russey Keo, en la provincia de Nom Pen, Camboya. En marzo de 2008 tenía una población estimada de 16 446 habitantes.
Se encuentra ubicada junto a los ríos Mekong y Bassac, al sur del lago Sap (Tonlé Sap).